# Raul II z Peronne
Raul II z Peronne (zm. 23 lutego lub 8 września 1074 w Péronne) – hrabia Crépy, syn Raula de Mantes, hrabiego de Valois, i Adeli de Breteuil.

## Życiorys
Początkowo był jednym z wasali króla francuskiego Henryka I. Pierwszą żoną Raula została Aelis de Bar-sur-Aube, wdowa po trzech hrabiach: Renaudzie de Semur-en-Brionnais, Renardzie de Joigny i Rogerze de Vignory. Z tego małżeństwa pochodziło pięcioro dzieci:
- Gauthier – hrabia de Bar-sur-Aube,
- Simon,
- Elżbieta? – żona hrabiego Barthelemy Sire de Broyes,
- Adelais – żona hrabiego Heriberta IV de Vermandois,
- Adela (Alicja) – żona hrabiego Thibauta de Blois.

Po śmierci pierwszej żony 11 września 1053, hrabia ożenił się powtórnie z Haquenez (Eleonorą), krewną hrabiego Szampanii. W 1060 Raul odtrącił Haquenez, aby poślubić wdowę po królu Henryku I, Annę. Do ślubu z królową Francji doszło około 1061. Małżeństwo wywołało skandal w Kościele katolickim. Wkrótce po ślubie Anny i Raula papież Aleksander II otrzymał list ze skargą od porzuconej Haquenez i zlecił arcybiskupowi Reims Gerwazemu spotkać się z hrabią Raulem. Wkrótce hrabia został ekskomunikowany. Po tym incydencie Raul pojawił się na francuskim dworze tylko raz, w 1070.
Raul hrabia Crépy został początkowo pochowany w Montdidier, zaś w późniejszym czasie szczątki hrabiego przeniesiono do kolegiaty kościoła Saint-Arnoul w Crépy-en-Valois.